# Ритм-н-блюз
Ритм-н-блюз, или ритм-энд-блюз (от англ. rhythm and blues, аббр. R&B «ритм и блюз») — стиль популярной музыки афроамериканцев, включающий элементы блюза. Изначально, обобщённое название массовой музыки, основанной на блюзовых и джазовых направлениях 1930—1940-х годов. В конце 1940-х годов словосочетание ритм-энд-блюз стало официальным маркетинговым термином для обозначения современных, с элементом танцевального ритма, популярных направлений в музыке афроамериканских исполнителей США.
Ритм-энд-блюз был очень популярен в молодёжной среде 1940—1950-х годов, и, вместе с кантри, способствовал появлению рок-н-ролла.
В 1969 году журнал «Биллборд» предложил новый термин для обозначения популярной музыки данного направления, переименовав свой хит-парад в «Самые продаваемые соул-синглы» (англ. Best-Selling Soul Singles). Соул-музыка стала более широкими понятием, включавшим в себя музыку исполнителей разных рас и национальностей.
В XXI веке ритм-н-блюз породил жанр поп-музыки ар-н-би, отчасти перенявший его название.

## Возникновение термина
В 1947 году, в процессе подготовки негритянского музыкального чарта для американского журнала «Биллборд», журналист Джерри Уэкслер посчитал, что название афроамериканского хит-парада «Расовые записи» (англ. Race Records) имеет негативную окраску. Поэтому он стал использовать в своих рецензиях термин «ритм-энд-блюз». 17 июня 1949 года «Биллборд» официально принял новое название, переименовав хит-парад в «Ритм-энд-блюз записи» (англ. Rhythm & Blues Records). Таким образом, журнал сделал ритм-энд-блюз синонимом негритянской популярной музыки.
Годом ранее фирма звукозаписи «Ар-си-эй» утвердила в своих каталогах похожее название блюз-энд-ритм (англ. Blues & Rhythm) вместо «расовая музыка» (англ. Race Music). Некоторое время оба названия имели одинаковое хождение. Так, в начале 1949 года компания «Ар-си-эй» представила новинку индустрии звукозаписи — грампластинку на 45 об/мин. Разосланный по магазинам и радиостанциям рекламный набор состоял из 7 грампластинок разных стилей; стиль блюз-энд-ритм в этом наборе был представлен пластинкой Артура Крадапа «Всё в порядке», в обложке вишнёвого цвета. В 1950 году прошёл первый крупный музыкальный фестиваль данного направления — «Праздник блюз-н-ритма» (англ. Blues & Rhythm Jubilee). Однако, со временем, словосочетание «ритм-энд-блюз» оказалось наиболее удачным, получив всеобщее признание.

## Определение

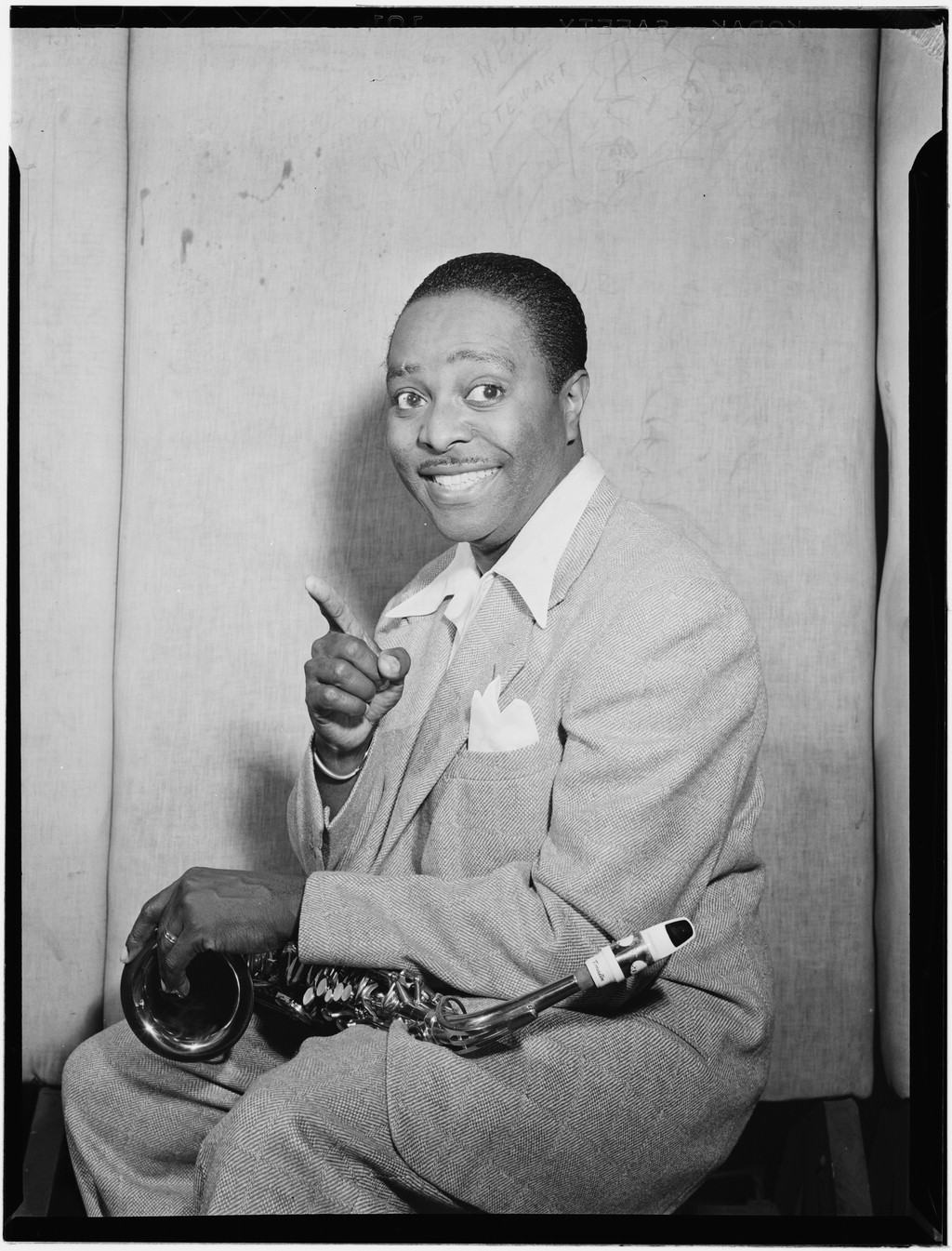
Луи Джордан, создатель джамп-блюза, вдохновивший очень значительную часть исполнителей ритм-н-блюза

Ритм-энд-блюз является преемником джамп-блюза (англ. jump blues) — стиля, оформившегося в начале 1940-х годов с помощью афроамериканских вокально-инструментальных ансамблей. Музыкальный исследователь Роберт Палмер определяет ритм-энд-блюз как синоним джамп-блюза, а ритм-энд-блюз, в свою очередь, как термин, относящийся к любой музыке, исполняемой чернокожими и для чернокожих. Данное мнение поддерживает исследователь и музыкант Ричард Рипани, который считает, что ритм-энд-блюз — это «широкий спектр популярной музыки, созданной афроамериканцами и исполняемой для них». Исследователь Лоренс Кон уточняет, что ритм-энд-блюз охватывает всё «чёрные» жанры, кроме классической и религиозной музыки; если только госпел не настолько успешен, чтобы попасть в чарты.

## Премии и награды
Американская академия звукозаписи ежегодно вручает премии «Грэмми» исполнителям в категории ритм-энд-блюз за: «Лучший мужской вокал», «Лучший женский вокал», «Лучшее вокальное исполнение в дуэте или группой», «Лучшая песня», «Лучшее инструментальное исполнение», «Лучший альбом современного ритм-энд-блюза» и «Лучшее исполнение в стиле традиционного ритм-энд-блюза».

## Фотогалерея

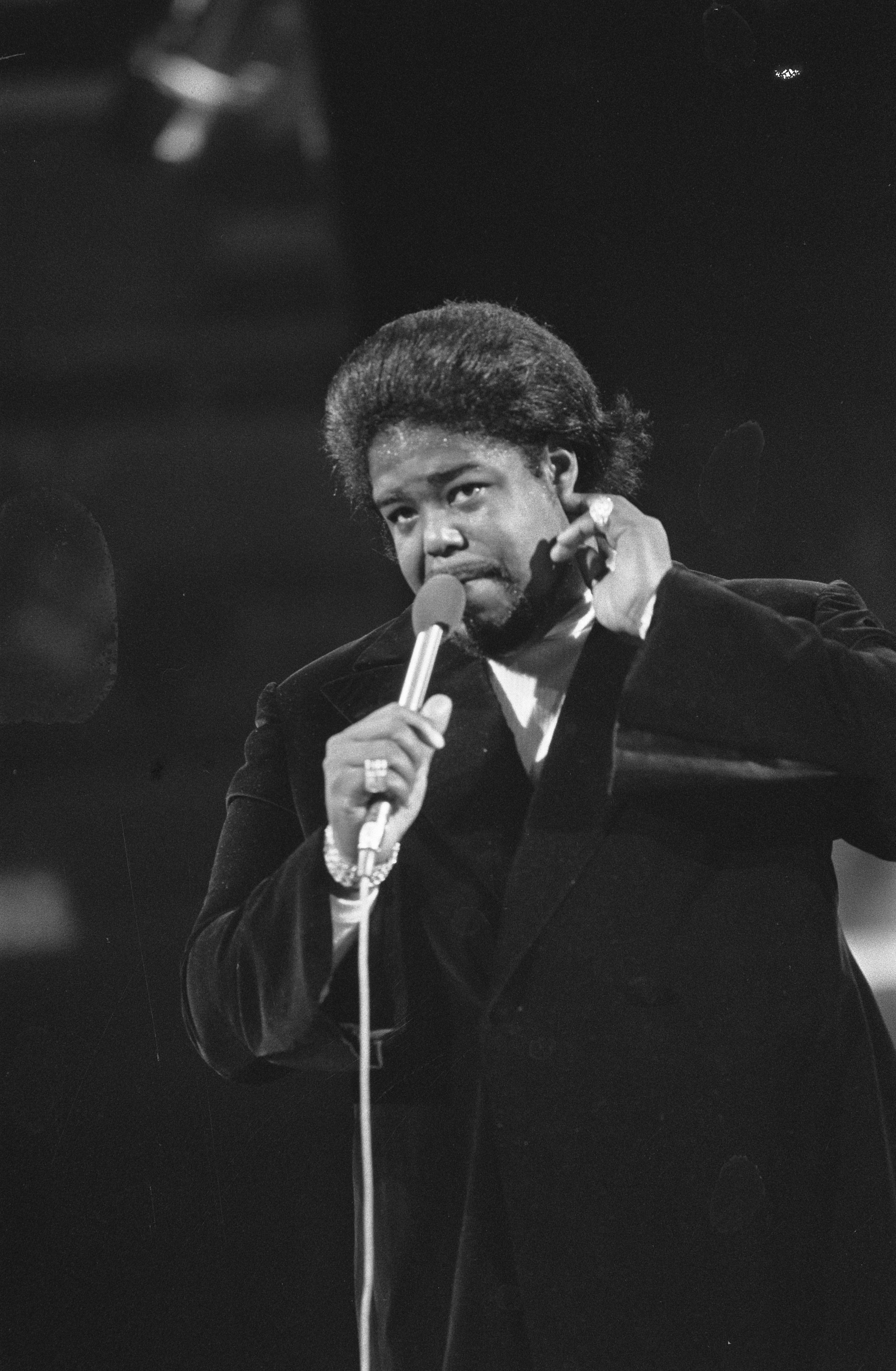
Барри Уайт
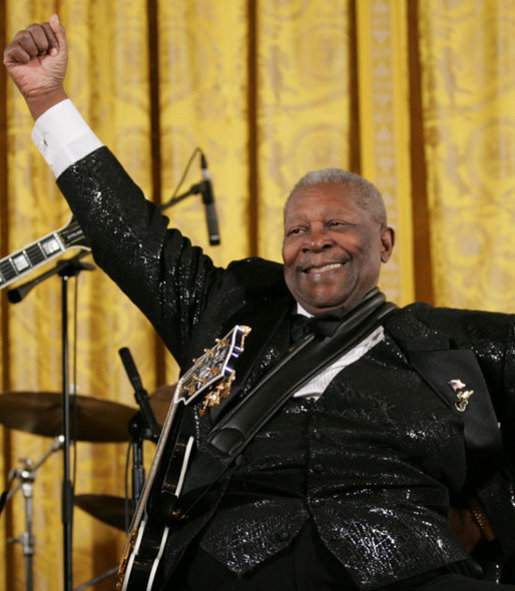
Би Би Кинг
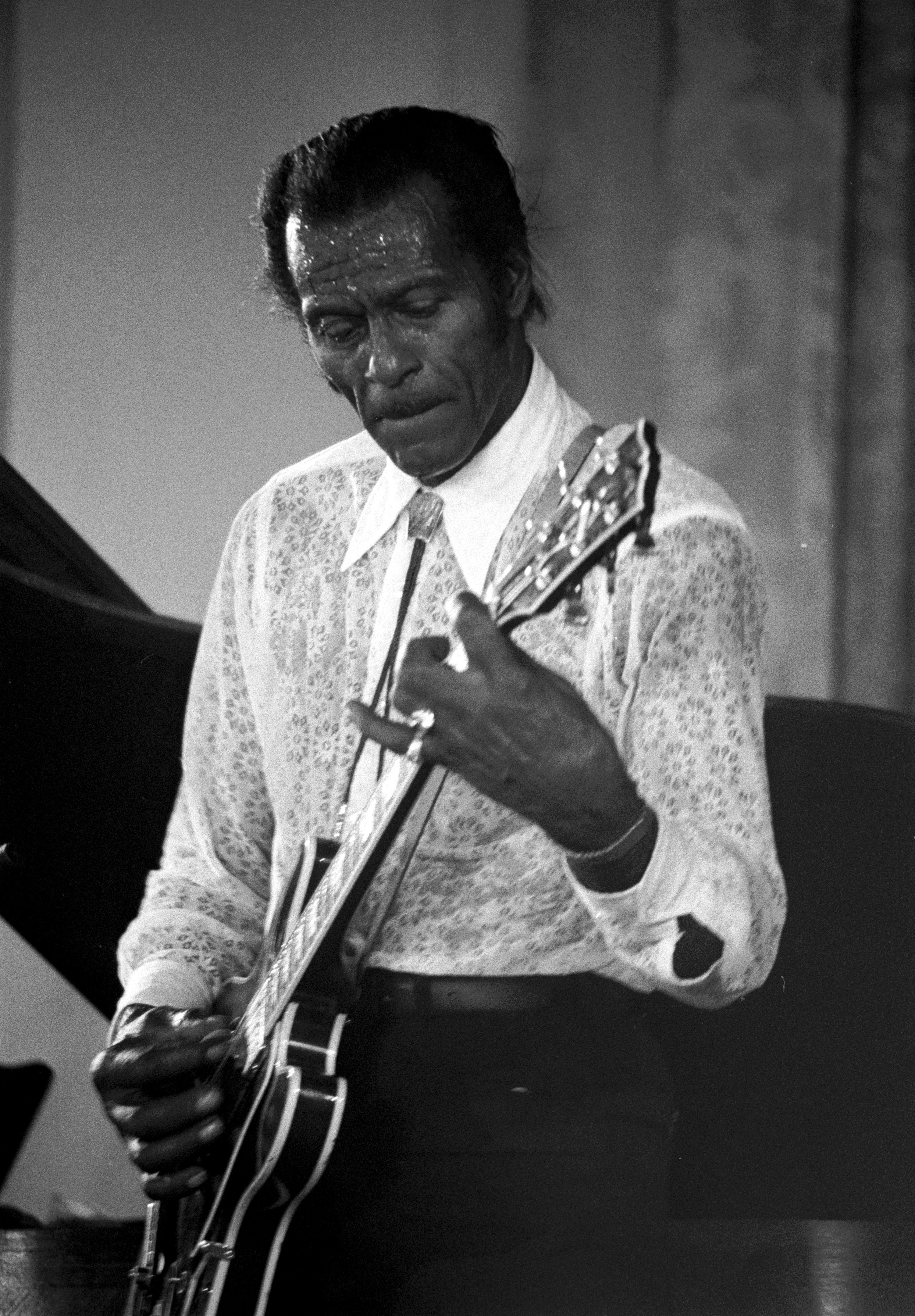
Чак Берри
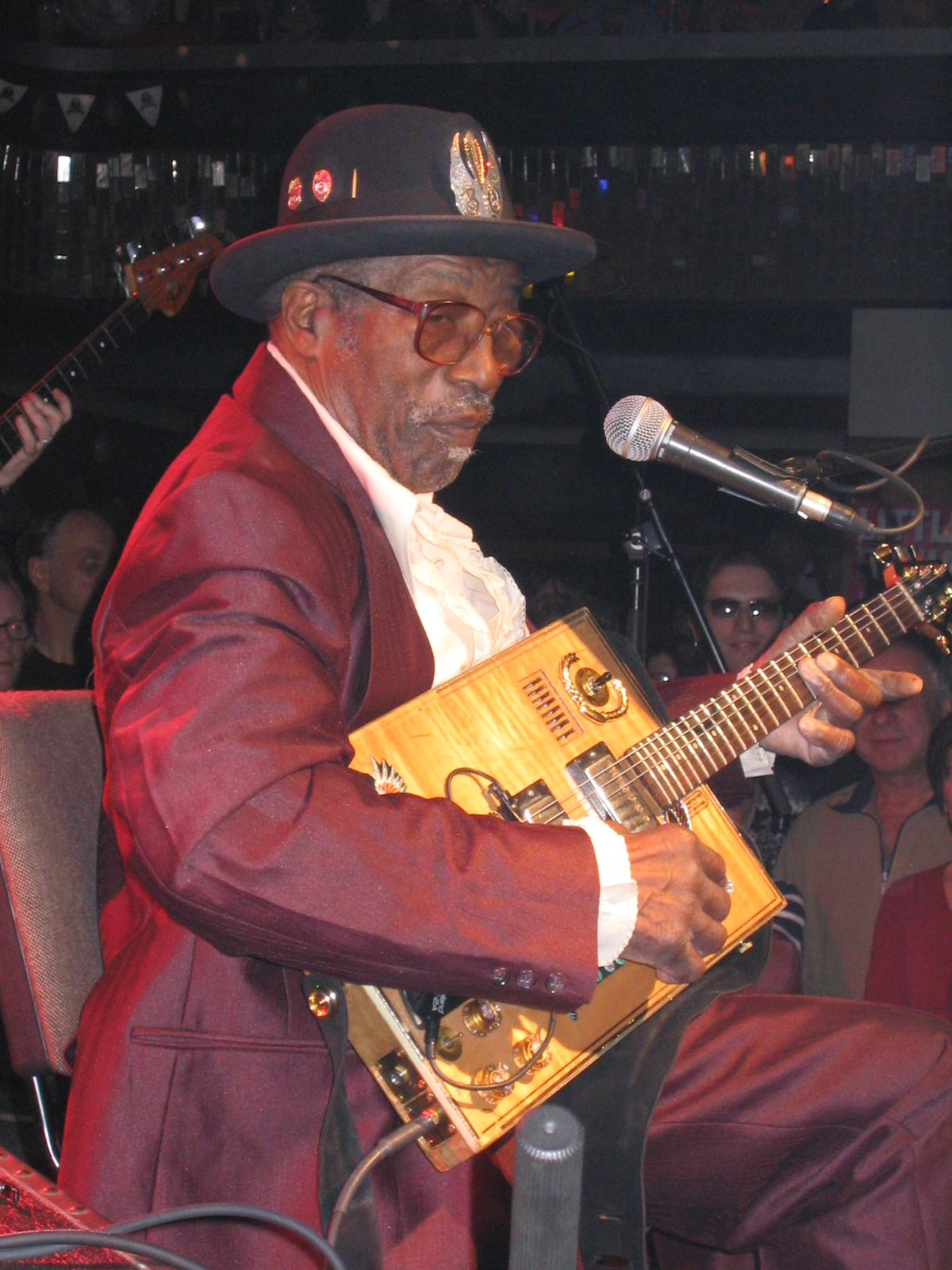
Бо Дидли
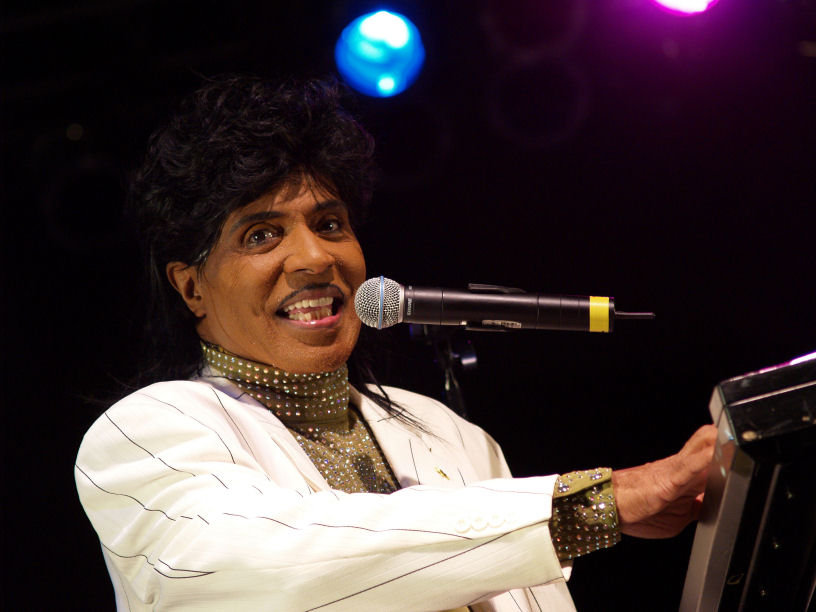
Литл Ричард
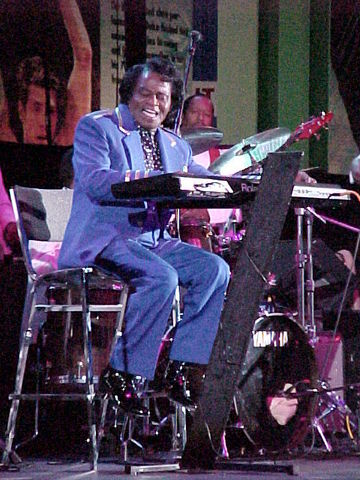
Джеймс Браун
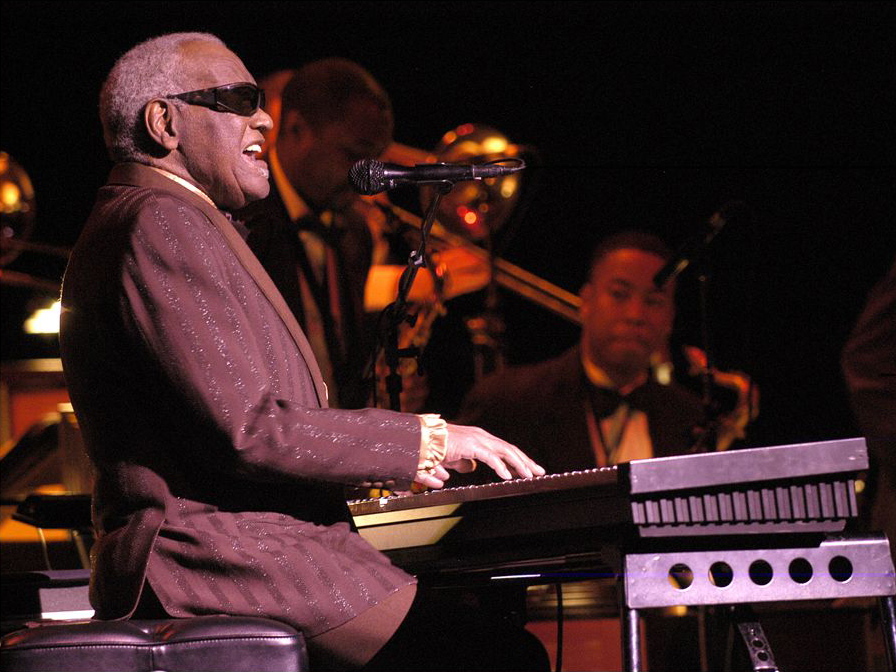
Рэй Чарльз
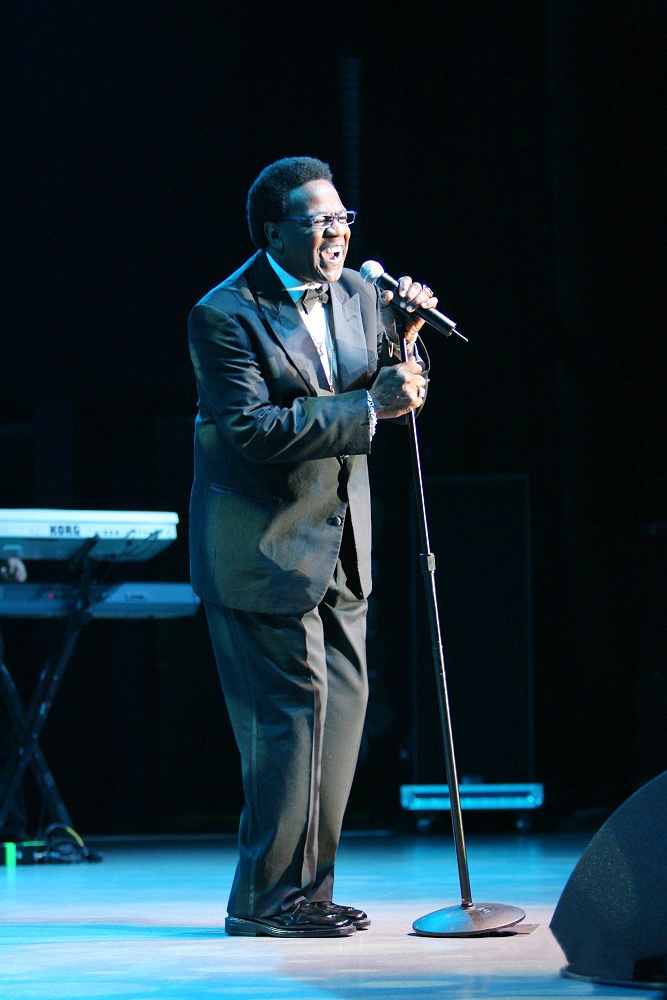
Эл Грин
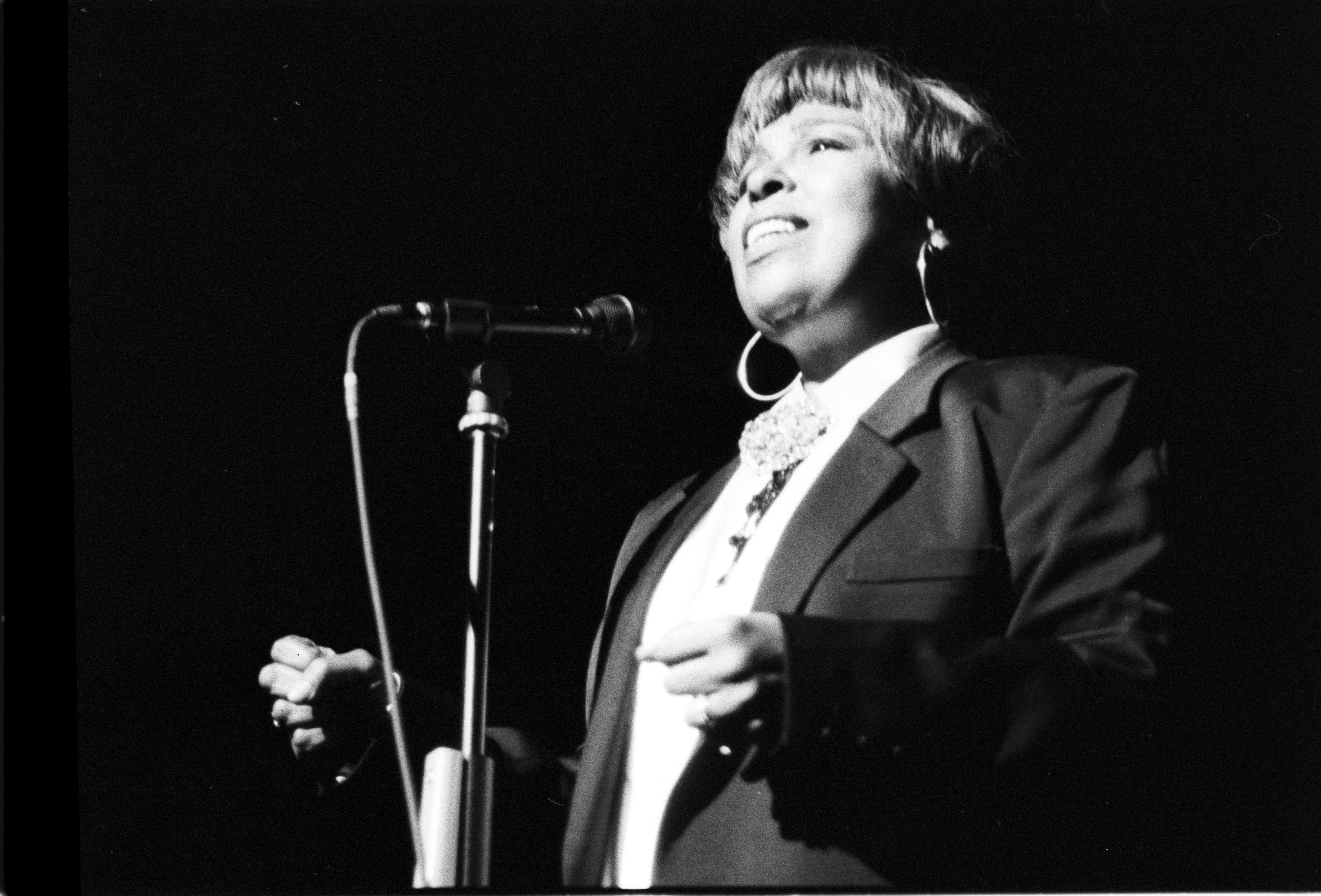
Роберта Флэк
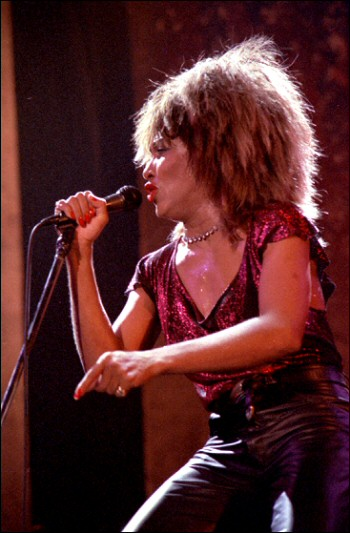
Тина Тёрнер
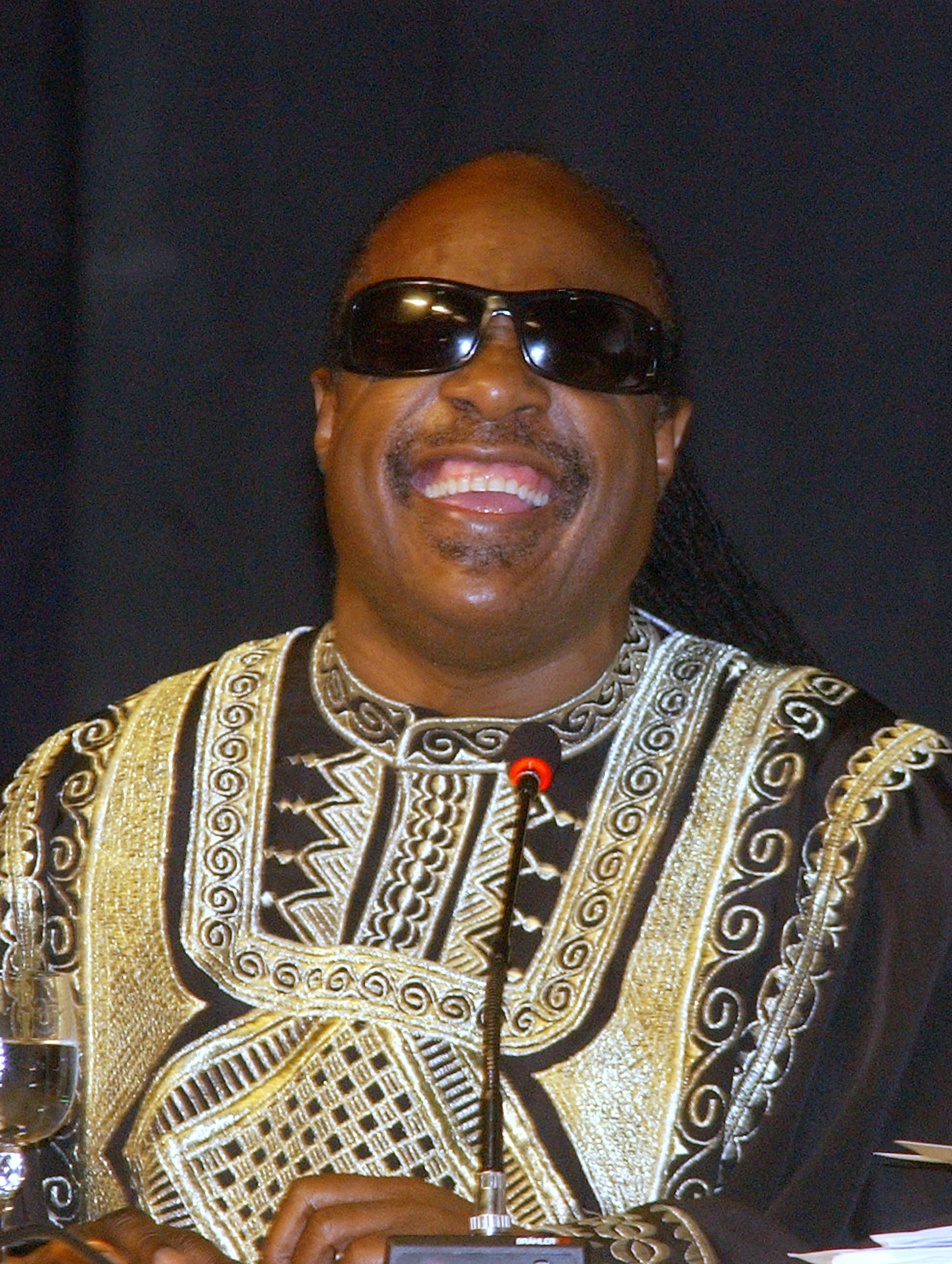
Стиви Уандер
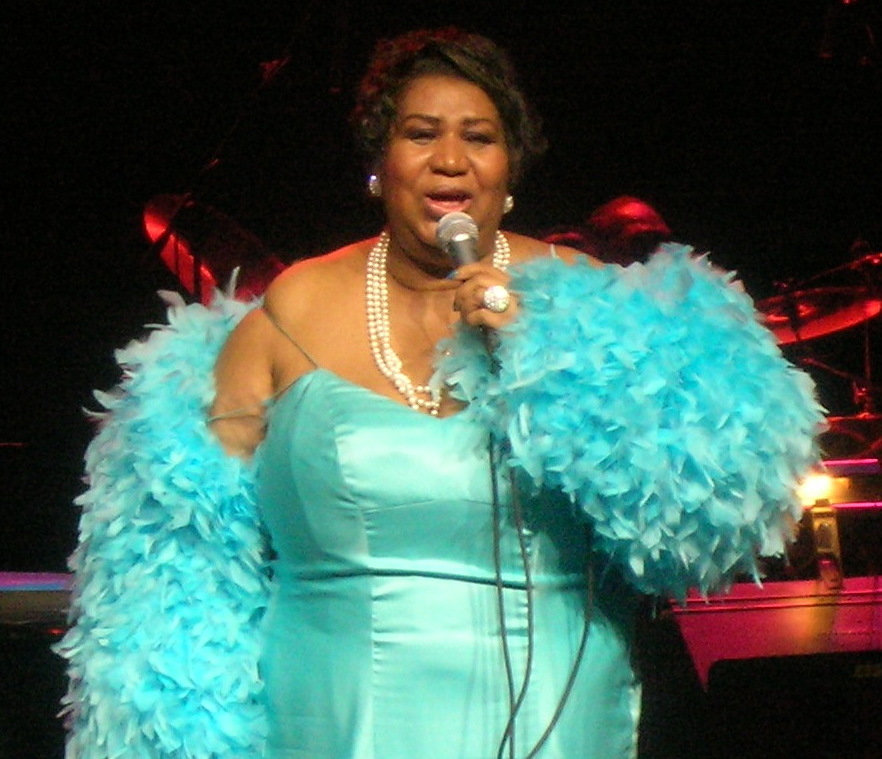
Арета Франклин

## Комментарии
1. ↑  В настоящее время аббревиатура R&B используется для обозначения современного ритм-н-блюза.
2. ↑  Крупные звукозаписывающие фирмы США использовали собственные маркетинговые названия для подобной музыки: Ebony («MGM»), Sepia («Decca» и «Capitol»), и т. д.[4]
3. ↑  Джамп являлся синонимом свинга[9].